# Transperth Trains
Transperth Trains é um sistema de Trem urbano que serve a cidade australiana de Perth, sendo operado pela empresa estatal Transperth.

## História
Até o início da década de 1990, o Transperth utlizava trens a diesel nas linhas Midland, Fremantle e Armadale. Essas linhas seriam eletrificadas em 1990. O primeiro serviço com o TUE série A foi inaugurado em setembro de 1991, durante a Royal Show week. Os serviços regulares a partir da linha de Armadale surgiram em 7 de Outubro de 1991. As linhas Midland e Fremantle iniciaram os serviços com os novos trens série A em dezembro de 1991.

## Linhas
| Linha          | Terminais         | Comprimento (km) | Estações | Observações                                                      |
| -------------- | ----------------- | ---------------- | -------- | ---------------------------------------------------------------- |
| Armadale Line  | Perth ↔ Armadale  | 30               | 21       | Possui ramal para Thornlie.                                      |
| Thornlie Line  | Perth ↔ Thornlie  |                  |          | Ramal inaugurado em 2005                                         |
| Fremantle Line | Perth ↔ Fremantle | 18,7             | 17*      | A estação Showgrounds é utilizada somente em ocasiões especiais. |
| Joondalup Line | Perth ↔ Clarkson  | 32               | 11       |                                                                  |
| Midland Line   | Perth ↔ Clarkson  | 16               | 15       |                                                                  |
| Mandurah Line  | Perth ↔ Mandurah  | 70               | 11       |                                                                  |